# Владислав Дердацький
Владисла́в Доміні́к Дерда́цький (пол. Władysław Dominik Derdacki, 30 березня 1882, Сокаль — 10 листопада 1951, Гливиці) — польський архітектор, педагог, представник львівської архітектурної школи міжвоєнного періоду.

## Біографія
Народився 30 березня 1882 року в Сокалі. 1900 року закінчив школу. Вступив на інженерний відділ Львівської політехніки. Через рік перевівся на відділ архітектури. Був членом Спілки студентів архітектурного факультету. 1904 року експонував роботи на виставці Спілки у залах політехніки. Закінчив навчання 1907 року з відзнакою. Став старшим асистентом на відділі архітектури. Працював в архітектурному бюро Івана Левинського (1907—1910), де спільно з Вітольдом Мінкевичем розробив ряд будинків. 1908 року став членом Політехнічного товариства у Львові. Експонував деякі проєкти на виставках товариства. У червні 1908 року був одним із засновників створеного в рамках товариства «Кола архітекторів польських у Львові». 1911 року спільно з Мінкевичем заснував власну архітектурну фірму. У 1911—1914 роках член мистецького об'єднання «Зеспул» (пол. «Zespół»). Входив до його правління. 1913 року брав участь у колективній виставці об'єднання в залах Технологічного інституту. З 1914 року член екзаменаційної комісії на кафедрі архітектури. 1920 року призначений надзвичайним, а 1924 року — звичайним професором на архітектурному відділі Політехніки. У 1922, 1923 а також у 1927—1930 роках — декан відділу архітектури. 1946 року став завідувачем кафедри будівництва Шльонської політехніки в місті Гливиці. Досліджував раціональне планування житлових будинків. Друкувався у фахових періодичних виданнях.
1910 року на виставці польських архітекторів у Львові спільно з Мінкевичем експонував проєкти дому Бромільських (конкурсний), наріжного прибуткового дому, палацу мистецтв, дому «Сокола» в Гусятині, дому кредитно-рільничого товариства в Перемишлі (конкурсний). Член журі на конкурсах ескізів дому Ремісничої палати на площі Стрілецькій у Львові (1912), проєктів будинку Гірничої академії у Кракові (1913), будинку державної учительської семінарії у Пщині (1925), санаторію в Криниці-Здруй (1926), львівського костелу Матері Божої Остробрамської (1930), польського павільйону для виставки у Нью-Йорку 1939 року (відбірковий конкурс 1938). Помер у Глівіцах 10 листопада 1951 року.

## Відомі роботи

### У бюро Івана Левинського
Спільно з Вітольдом Мінкевичем у складі архітектурного бюро Івана Левинського, Дердацький опрацював ряд проєктів сецесійних будинків.
- Блок прибуткових будинків на вулиці Бандери № 2, 4, 6 (1909).
- Житловий будинок на вулиці Грушевського, 10 (1910).
- Житловий будинок на вулиці Парковій, 14 (1910).

### Спілка Дердацького і Мінкевича
1911 року Дердацький заснував власну архітектурну фірму спільно з Вітольдом Мінкевичем. Спілка спорудила ряд житлових і громадських споруд, розробляла конкурсні проєкти. Споруди за стилем відносяться переважно до модернізованого класицизму (неокласицизм, класицизуючий модерн).
- Будинок Педагогічного товариства на вулиці Дудаєва, 17 (1911, скульптури Зигмунта Курчинського).
- Будинки працівників трамвайного транспорту на вулиці Промисловій (1912).
- Будинки № 5/7 на вулиці Стуса (1912).
- Будинок № 13 на вулиці Валовій (1912).
- Будинок № 14 на вулиці Братів Рогатинців (1912)
- Перша премія у конкурсі на проєкт будинку Авансово-рільничого товариства в Перемишлі (1912).[13]
- Будинок Празького банку на проспекті Свободи, 17. Здобув перше місце на конкурсі проєктів (1911—1912 під час реалізації проєкт переробив Матей Блєха, скульптор Емануель Кодет). Нині тут розташований «Промінвестбанк».[14]
- Вілла на вулиці Тарнавського, 71 (1913—1922)
- Проєкт нової машинної лабораторії Львівської політехніки на вулиці Устияновича (1913). Розроблений спільно з Вітольдом Мінкевичем, за участі Богдана Стефановського.[15] Будівництво було завершене 1924 року за іншим проєктом Мінкевича.[16]
- Конкурсний проєкт нового костелу святої Анни у Львові у формі неоренесансної споруди із середньовічними елементами, увінчаної масивним центральним куполом. Проєкт посів II місце (першої премії на конкурсі не призначено), однак не був реалізований. Храм мав постати на роздоріжжі нинішніх вулиць Городоцької і Шевченка замість існуючого.[17]

### Спільно з іншими архітекторами
Ряд споруд розробив самостійно, або у співавторстві з Юзефом Пйонтковським, Станіславом Ревуцьким.
- Проєкт перебудови в неороманському стилі садиби Скібневських у селі Голозубинці (Хмельницької області). Розроблений для конкурсу 1904 року. Не здобув призових місць, однак придбаний журі. Експонували в одній з рисункових зал політехніки.[1]
- Будинки польського гімнастичного товариства «Сокіл» у Гусятині, Буську, Скалаті. Проєкт гусятинського експонували 1910 року на виставці польських архітекторів у Львові.[6]
- Нереалізований проєкт нового Палацу мистецтв із стилізованими мотивами народного дерев'яного будівництва (1910, співавтор Юзеф Пйонтковський). За іншими даними — співавтор Вітольд Мінкевич. Проєкт експонували того ж року на виставці польських архітекторів у Львові.[6]
- Перша премія у конкурсі на проєкт будинку міської ради в Бережанах (1912).
- Конкурсний проєкт нового корпусу Львівського університету на нинішній вулиці Грушевського, III місце (1913, співавтор Вітольд Мінкевич)[18]. Того ж року видано збірку присвячену конкурсу, куди зокрема увійшов проєкт Дердацького і Мінкевича.[19]
- Проєкт оформлення інтер'єрів готелю «Краківського» (1914).
- Будинок акціонерного товариства «Мотор» на вулиці Коперника 54, 56 (1922, співавтор Станіслав Ревуцький). Перший поверх був зайнятий гаражами, на другому влаштовано офіси[20].
- Перебудова житлового будинку на вулиці Староєврейській, 31 (1924, співавтор Станіслав Ревуцький).
- Добудова четвертого поверху та мансарди чільної частини будинку № 5 на вулиці Личаківській (1934, співавтор Станіслав Ревуцький).
- Вілла Кшижевських на вулиці Кубійовича, 41 (1925).
- Костел святого Казимира у формах спрощеного необароко в Новошичах (1925).[21]
- Будинок VIII гімназії на вулиці Свєнціцького, 17 (1924—1926, нині головний корпус Українського католицького університету).
- Житловий будинок пенсійного закладу Міських електричних мереж на вулиці Стрийській, 80—86. Проєкт 1927 року реалізований до середини 1928. Співавтор Станіслав Ревуцький. Проєкт огорожі та двох менших окремих корпусів не реалізовано.[22]
- Котельний зал електростанції на Персенківці (1929, співавтор Станіслав Ревуцький).
- Власна вілла у стилі функціоналізму на вулиці Цетнерівка, 18 (1930).
- Дердацький, ймовірно, є автором необарокового костелу Потішення Пресвятої Діви Марії у Великому Ходачкові, збудованого 1934 року. Проєкт є дещо розвинутішою версією костелу в Новошичах.[21]
- Фабрика рафінерії нафти на Знесінні.
- Будівництво нових корпусів Політехніки на вулиці Стрийській у 1938 році. Через початок Другої світової війни не було завершено.

## Галерея

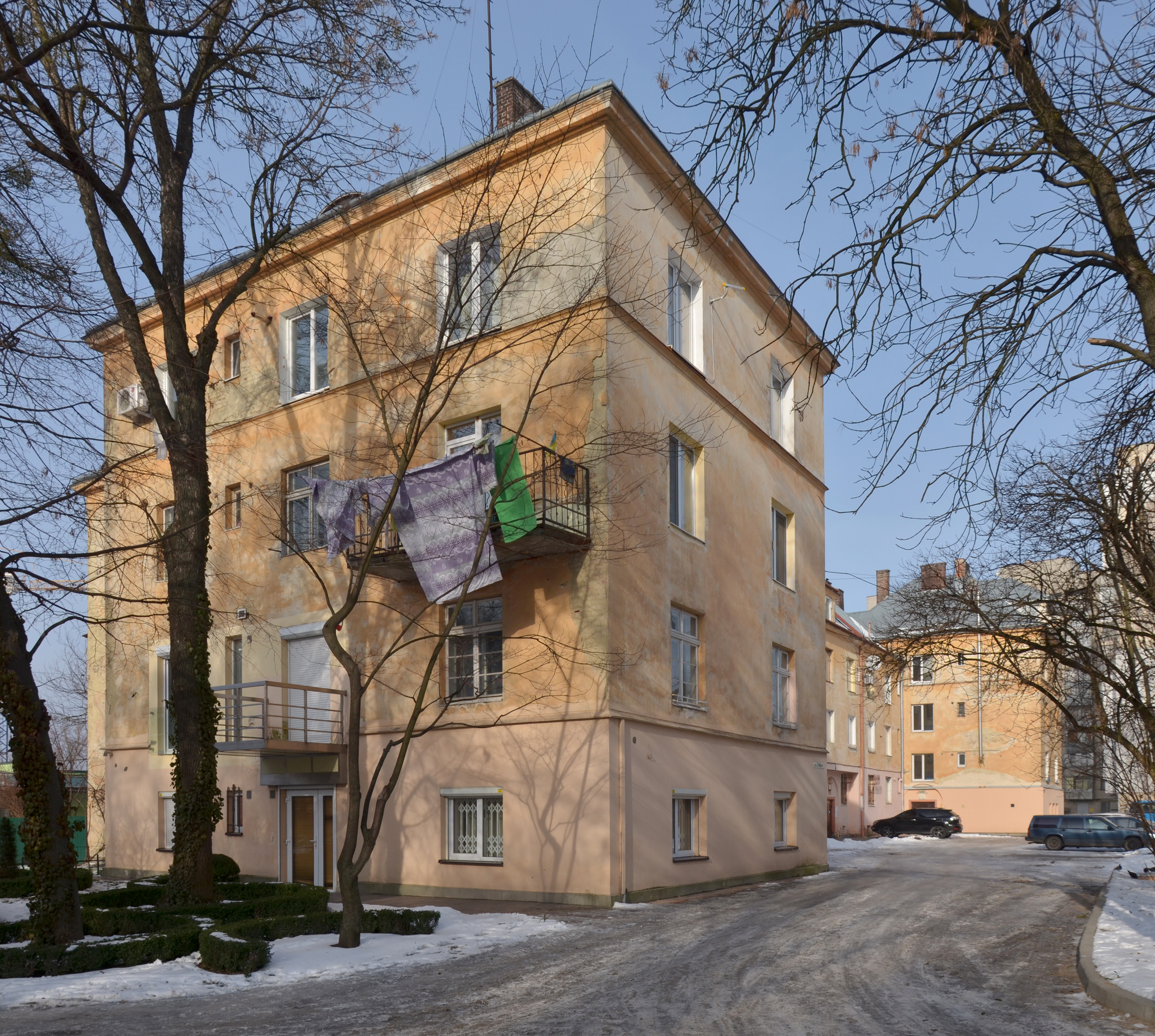
Блок будинків на Стрийській
Будинок Празького банку у Львові (1912)
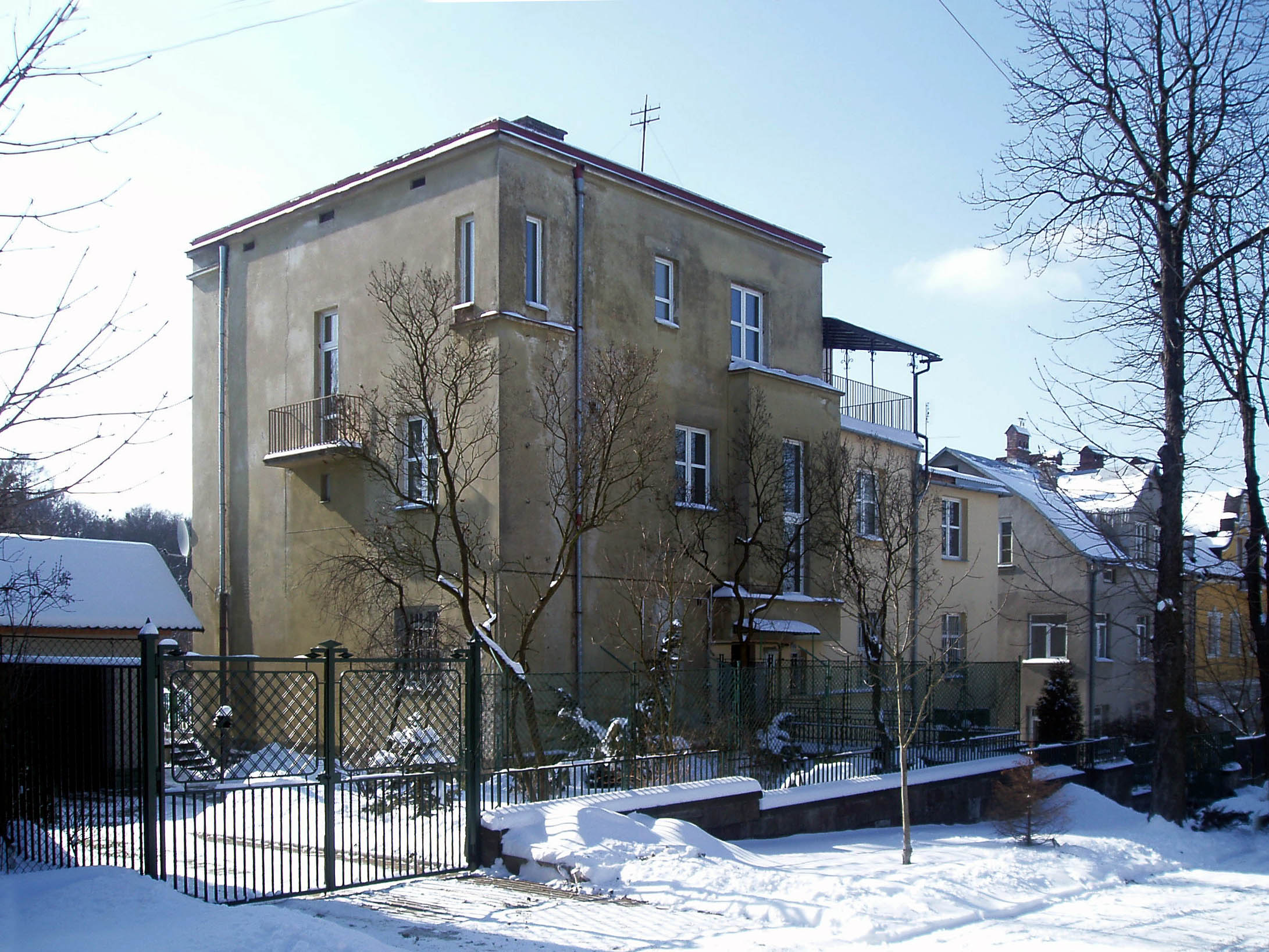
Власна вілла архітектора. Вулиця Цетнерівка.
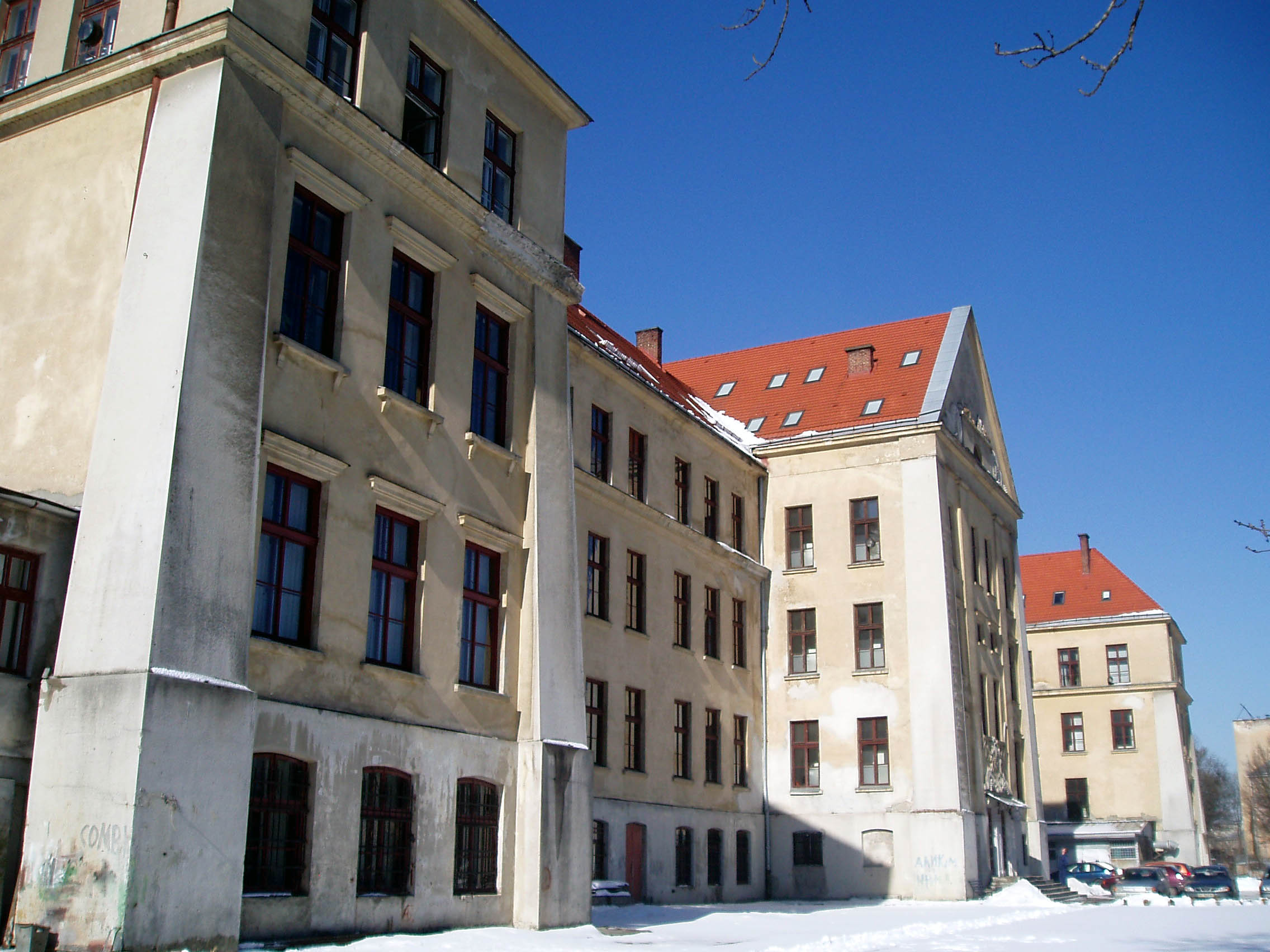
Головний корпус УКУ
Вулиця Валова, 13 (1912)